# Le Miroir (Saône-et-Loire)
Le Miroir település Franciaországban, Saône-et-Loire megyében. Lakosainak száma 593 fő (2022. január 1.). Le Miroir Flacey-en-Bresse, Augea, Cousance, Cuisia, Digna, Cuiseaux, Dommartin-lès-Cuiseaux, Frontenaud és Sagy községekkel határos.

## Népesség
A település népességének változása:
| Lakosok száma | 577  | 588  | 607  | 609  | 614  | 621  | 626  | 609  | 593  |
|               | 2013 | 2015 | 2016 | 2017 | 2018 | 2019 | 2020 | 2021 | 2022 |